# Peter Engels
Peter Engels (Antwerpen, 10 juli 1959) is een Vlaams-Belgische kunstschilder. Schrijver/kunstenaar Alfons Jeurissen was zijn overgrootvader langs moeders zijde. Peter Engels werkt vooral aan portretten op groot formaat. Hij werd bekend nadat zijn portret van Nelson Mandela werd getoond op het grootste reclamebord ter wereld op Times Square in New York toen Mandela 90 werd. Sindsdien krijgt hij heel wat opdrachten, ook van beroemdheden. 

## Carrière
Engels studeerde aan de Antwerpse Academie. Lange tijd organiseerde hij samen met zijn vader Marcel Engels, zelf een succesrijk landschapschilder, tentoonstellingen, maar na diens dood richtte hij zich meer op het maken van expressieve portretten, naar eigen zeggen zijn 'echte passie'. Aanvankelijk maakte hij nog gebruik van meer kleuren, maar geleidelijk evolueerde zijn coloriet naar hoofdzakelijk sepia en grijstinten. Zijn penseelvoering werd breder door het grote formaat van de portretten, en de acrylverf bracht hij nu vooral met het schildermes op om de expressiviteit te vergroten. In de loop der tijd schilderde hij een groot aantal portretten van bekende personen. Deze portretten ziet hij als hommages aan de groten der aarde die indruk op hem maken. Jeugdsentimenten en nostalgische terugblikken zijn het. En daarom noemt hij ze ‘Vintage Portretten’. Nadat zijn portret van Nelson Mandela door nieuwsagentschap Reuters op Times Square werd tentoongesteld kwam de carrière van Peter Engels in een stroomversnelling: honderden tijdschriften, kranten en websites maakten er melding van en dat maakte de weg vrij voor zijn 'Vintage portretten' van beroemdheden. Het feit dat prins Albert II van Monaco het portret van zijn moeder Grace Kelly aankocht bracht de kunstenaar nog meer internationale faam.
Peter Engels schildert graag bekende koppen, maar de helft van zijn werk zijn opdrachten, portretten van gezinnen, geliefden, captains of industry. De portretten van Peter Engels zijn altijd 100% gelijkend en hebben "een ziel": Karl Lagerfeld noemde Peter Engels zijn "painter of the soul".
Hij ontmoette en schilderde onder meer jazzmuzikant Toots Thielemans, James Bondacteurs Sir Roger Moore en Sir Sean Connery, modeontwerper Karl Lagerfeld. Van Virgin-baas Richard Branson maakte Peter Engels een live portret. Voor het werk met Ernest Hemingway bezocht hij diens woningen/musea in Key West (Florida) en Havana (Cuba). In juli 2007 schilderde hij in Italië het allerlaatste portret van Luciano Pavarotti voor deze stierf. Ook van Nelson Mandela en Grace Kelly maakte hij een portret.
Andere door hem geportretteerde personen zijn filmsterren als Brigitte Bardot (die hij meer dan 20 keer portretteert), Eva Mendes, Tom Selleck, Robert Redford, Julia Roberts, Jason Staham, Leonardo DiCaprio, Marc Wahlberg, en Marlon Brando; zangers als The Beatles, Michael Jackson en Jennifer Lopez; vrijheidsstrijder Che Guevara; Tenzin Gyatso, de 14de dalai lama; politici als Barack Obama, sheikh Kalifa; landgenoten als Jan Decleir en thriller schrijver Bob Mendes; Queen of Pop Madonna; filmacteur Robert De Niro; en de eerste Europese president Herman Van Rompuy. 
Voor haar villa in Cannes schilderde Peter Engels het portret van Estée Lauder. Op het Spaanse eiland Mallorca schilderde hij het portret van Catherine Zeta-Jones. Van Martin Luther King maakte hij een van zijn grootste schilderijen. Actrice Nicole Kidman woonde voor opnamen een tijdje in Brasschaat en Peter Engels schilderde haar portret met zonnehoed.
Voor burgemeester van Knokke, Leopold Lippens maakte hij diens portret. Peter Engels schilderde Prinses Astrid; de stichter van Apple, Steve Jobs; meervoudig wereldkampioen Formule 1, Lewis Hamilton; topgolfer Tiger Woods; Indisch icoon Mahatma Gandhi. Engels schilderde kunstenaars zoals de Nederlandse popartiest Loes Van Delft en Pablo Picasso.
Toen de Franse Michelin sterrenchef Roger Vergé, een van de vaders van de nouvelle cuisine, overleed, gaf de burgemeester van het Zuid-Franse Mougins Peter Engels de opdracht om een 3 x 3 meter sculptuur te maken voor de marktplaats, recht tegenover het sterrenrestaurant van Roger Vergé. Voor de jaarlijkse internationale chefwedstrijd creëerde Engels een miniatuur als eerste prijs. Peter Engels maakte ook nog een schilderij van Vergé.
Peter Engels schilderde verschillende unieke portretten van Brigitte Bardot en Winston Churchill. Vaak met een bijpassende quote op een separaat doek.
Engels schilderde vaak live op de Zeedijk in Knokke waar hij geïnspireerd werd door de Zoute-Grand Prix. Hij portretteerde een reeks piloten met hun auto: Steve McQueen met zijn Bullit Ford Mustang, Lonardo DiCaprio met zijn Rolls Royce, Ayrton Senna met zijn bolide, James Bond met zijn Aston Martin DB5,George Clooney met zijn Corvette, Sophia Loren met haar Mercedes-Benz 300 SL Gullwing en Steve McQueen met zijn Ferrari.
In April 2021 sloeg het noodlot toe. Tien nieuwe werken voor de komende zomertentoonstelling in Knokke werden volledig vernield toen een grote brand van een naburig bedrijf oversloeg naar de kunstopslagplaats. Twee jaar werk ging in vlammen op. Maar Peter Engels gaf niet op, maakte verloren gegane werken opnieuw en schilderde passioneel aan nieuwe collecties.
Samen met zijn dochter, Montana Engels, die haar eigen unieke schilderstijl met verticale lijnen ontwikkelde, stelt hij succesvol tentoon.

## Stilistische kenmerken
Sinds het jaar 2000 gebruikt Peter Engels veelvuldig het paletmes voor textuur. Mooie lichtinvallen en clair-obscur effecten kenmerken zijn œuvre. Het ‘vintage’-karakter van de portretten wordt door hem benadrukt door een zwart-wit en sepia kleureffect. Hij schildert met veel kleuren, waaronder door hemzelf gemaakte, ondefinieerbare tinten. Het uiteindelijke effect is monotoon en steeds anders. De 'Vintage portretten' van Peter Engels zijn momentopnamen in sepiatinten. Ze houden legenden levend.
Opmerkelijk bij Peter Engels is de kadrering. Ogen en mond zijn essentieel. De rest is decor en wordt dus ook ruwer geschilderd. Zelden staat een hoofd helemaal op het doek.
Peter Engels zegt daarover: ‘Het mooiste aan het schilderen van Vintage Portraits is het vastleggen van een emotie. De voortzetting van dat belangrijke maar korte moment, slechts een flits in het oneindige heelal, vind ik behoorlijk fascinerend. Mijn schilderijen maken mensen onsterfelijk. Mensen die het verschil maken: beroemd, berucht, geliefd, gehaat, bekend of onbekend. De levensverhalen zijn stuk voor stuk uniek met een diepe betekenis en een geladen sfeer. Ik combineer dit graag met een specifieke en eigentijdse stijl, een sterke techniek en een sepia coloriet zodat mijn werk op het eerste gezicht herkenbaar is.’

## Receptie van zijn werk
Sinds 1984 worden zijn werken (exotische landschappen en portretten) in groeiende mate en in diverse landen geëxposeerd. Sinds 2000 schildert hij uitsluitend Vintage Portretten. Hij schilderde en exposeerde internationaal, onder meer in België, Nederland, Frankrijk, Griekenland, Duitsland, Italië en de Verenigde Staten. Nu exposeert hij minder vaak, doch meer selectief. In 2011 werd zijn schilderij van Hippocrates verkocht voor 45.000 euro.